# Mikkel Kryger Rasmussen
Mikkel Kryger Rasmussen (født 5. marts 1983) er en dansk tv-vært. Han er uddannet fra film-og medievidenskab på Københavns Universitet.

## Karriere
Kryger blev spottet på Strøget i København i 2004, da castere fra musik-tv-kanalen The Voice TV var udkig efter nye værter til programmet.
I 2009-2012 var han vært på DRs SommerSummarum. I 2009 og 2011 var han vært på Børnenes MGP. Han var en af de to første værter fra programmet Live fra Ramasjang et direkte børnemagasin på DR Ramasjang. Ved alle programmer var hans medvært Sofie Linde.
I sin tid på DR medvirkede han yderligere i sommerferier på P3, blandt andet med programmet Helt Ærligt P3 sommeren 2011.
I august 2012 startede han som vært på TV2s Go' morgen Danmark.
I 2014-2016 var han vært på TV2s sangkonkurrence for børn; Voice Junior.
I 2018 startede han som vært på TV 2 Charlies relancerede version af underholdningsprogrammet Lykkehjulet.
Kryger debuterede i 2024 som forfatter med bogen Vægten af et menneske - En fortælling om at være far.

## Privat
Kryger blev gift med Mill Mynthe i 2017 på Københavns Rådhus. Parret har sammen tre børn. De bor i Dyssegård, Sjælland.